# Матіїшин Ігор Михайлович
І́гор Миха́йлович Матії́шин  (22 червня 1992, м. Стрий — 4 березня 2022, Україна) — старший солдат президентського полку. Загинув 4 березня у боях на півдні України, захищаючи територію України від російського вторгнення.

## Життєпис
Закінчив середню школу № 3 м. Стрия. Після 9 класу вступив до Стрийського коледжу, а пізніше навчався в Національному університеті «Львівська політехніка» за спеціальністю юриспруденція. У 2015—2016 роках (лютий — квітень) був мобілізований. Учасник бойових дій АТО/ООС. З червня 2021 року служив на контрактній службі у Президентському полку як старший солдат в/ч А 2582 80 ОДШБр.
Чин похорону відбувся 8 березня в церкві Св. Івана Хрестителя (вул. Ленкавського, 5, м. Стрий). Похований в рідному місті на Алеї слави.

## Сім'я
Був одружений. Є донька.

## Нагороди
- орден «За мужність III ступеня»[3]